# Anna Chlumsky
Anna Chlumsky (* 3. prosince 1980 Chicago) je americká herečka. Po otci je českého původu.
Vystupovala jako dětská modelka v reklamách, ve věku jedenácti let zaznamenala úspěch v roli Vady Sultefussové, dcery majitele pohřební služby, v romantické komedii Moje první láska. Hrála také v jejím pokračování Moje druhá láska, za oba filmy získala Young Artist Award. Působila jako divadelní herečka v The Public Theater, hrála také v televizních seriálech Bůžek lásky, Studio 30 Rock, Viceprezident(ka) (Gracie Awards za nejlepší vedlejší roli), Hannibal a Halt and Catch Fire - PC Rebelové. V roce 2017 moderovala 69. ročník udílení cen Emmy.
Je absolventkou oboru mezinárodní vztahy na Chicagské univerzitě. Krátce pracovala jako kritička restaurací a redaktorka v nakladatelství HarperCollins. Roku 2008 se provdala za Shauna So, mají dvě dcery.

## Filmografie
- 1989 Strýček Buck
- 1991 Moje první láska
- 1994 Moje druhá láska
- 1994 Koupím matku. Zn.: Za babku
- 1997 Zázračný háj
- 2007 Blood Car
- 2009 Pan Dokonalý
- 2009 Politické kruhy
- 2011 Tři týdny, tři děti
- 2015 Sam
- 2015 Konec šňůry